# Lake St. Louis (Misuri)
Lake St. Louis es una ciudad ubicada en el condado de St. Charles en el estado estadounidense de Misuri. En el Censo de 2010 tenía una población de 14545 habitantes y una densidad poblacional de 644,02 personas por km².

## Geografía
Lake St. Louis se encuentra ubicada en las coordenadas 38°46′56″N 90°47′12″O / 38.78222, -90.78667. Según la Oficina del Censo de los Estados Unidos, Lake St. Louis tiene una superficie total de 22.58 km², de la cual 20.48 km² corresponden a tierra firme y (9.32%) 2.11 km² es agua.

## Demografía
Según el censo de 2010, había 14545 personas residiendo en Lake St. Louis. La densidad de población era de 644,02 hab./km². De los 14545 habitantes, Lake St. Louis estaba compuesto por el 92.23% blancos, el 3.82% eran afroamericanos, el 0.25% eran amerindios, el 2.13% eran asiáticos, el 0.1% eran isleños del Pacífico, el 0.34% eran de otras razas y el 1.13% pertenecían a dos o más razas. Del total de la población el 2.1% eran hispanos o latinos de cualquier raza.